# Serʼi Kandela
Serʼi Kandela – osada (wijk) w miejscowości Souax w dystrykcie Bandabou, w kraju autonomicznym Curaçao, należącym do Holandii, w Ameryce Południowej. 20 października 2023 r. liczyła 1633 mieszkańców.  